# Qaraqoyunlu (Ağsu)
Qaraqoyunlu è un comune dell'Azerbaigian situato nel distretto di Ağsu. Conta una popolazione di 1 373 abitanti.